# Hedemora község
Hedemora község (svédül: Hedemora kommun) Svédország 290 községének egyike. A jelenlegi község 1966-ban jött létre.

## Települései
A községben 6 település található. A települések és népességük:
| Település     | Népesség | Megjegyzés         |
| ------------- | -------- | ------------------ |
| Hedemora      |          | a község székhelye |
| Långshyttan   |          |                    |
| Garpenberg    |          |                    |
| Husby         |          |                    |
| Vikmanshyttan |          |                    |
| Västerhamn    |          |                    |

## Testvérvárosok
- Bauska, Lettország
- Ishozi-Ishunju-Gera, Tanzánia
- Nord Fron, Norvégia
- Nysted, Dánia
- Vehkalahti, Finnország

## Külső hivatkozások
- Hivatalos honlap